# Apple Watch Series 6
Apple Watch Series 6 là thế hệ thứ bảy của dòng thiết bị điện tử đeo tay thông minh do công ty Apple Inc. thiết kế và phát triển. Chiếc đồng hồ được Apple công bố ngày 15 tháng 9 năm 2020, cùng với Apple Watch SE. Sản phẩm này chính thức được mở bán vào ngày 18 tháng 9 năm 2020. Đây là lần đầu tiên mà một thiết bị đeo tay thông minh của Apple không ra mắt cùng với một chiếc iPhone.

## Tính năng
Thế hệ thứ sáu này được trang bị cảm biến đo nồng độ oxi có trong máu. Mức oxi trong máu là một chỉ số quan trọng của sức khỏe tổng thể của con người. Cảm biến này có thể giúp người đeo hiểu cơ thể họ đang hấp thụ oxi tốt xấu như thế nào và lượng oxi cung cấp cho cơ thể. Cảm biến và ứng dụng mới này trong Apple Watch Series 6 cho phép người đeo thực hiện các phép đọc theo yêu cầu về lượng oxi trong máu cũng như các kết quả đo nền, cả ngày lẫn đêm.
Về bộ xử lý, chiếc đồng hồ sử dụng con chip S6 xây dựng dựa trên vi xử lý lõi kép lấy từ chip A13 Bionic có trên iPhone 11. Bộ xử lý này được hãng thông báo là nhanh hơn 20% so với chiếc đồng hồ tiền nhiệm. Series 6 cũng được trang bị con chip U1 và ăng ten UWB cho băng tần viễn thông diện rộng (kích hoạt cho khóa xe kĩ thuật số thế hệ mới).
Trên thế hệ mới này còn thêm các lựa chọn màu sắc mới là Product Red và Blue Navy.